# Cascate di Rauros
(J.R.R. Tolkien, Il Signore degli Anelli, Le due torri, libro terzo, capitolo I, "L'addio di Boromir")
Le cascate di Rauros sono delle cascate di Arda, l'universo immaginario fantasy creato dallo scrittore inglese J.R.R. Tolkien. Sono delle imponenti cascate del Fiume Anduin sotto Nen Hithoel, dove il fiume scendeva dagli Emyn Muil alle terre di Nindalf. Le cascate si trovano alla fine del lago che il fiume forma subito dopo aver passato le colonne dei re (Argonath) e sono caratterizzate dal fatto di essere divise a metà da un'imponente roccia appuntita.
Alla fine de La Compagnia dell'Anello, Frodo e Sam si separano dalla compagnia, per giungere a Mordor da soli, attraversando il fiume Anduin con una barca a remi, da ovest ad est, poco prima delle cascate. Le cascate accolgono anche il corpo di Boromir, deceduto durante un'imboscata degli Uruk-hai e posto in una barca da Aragorn, Legolas e Gimli. La barca apparentemente resiste alla caduta, e viene vista come in un sogno senza risveglio da Faramir, fratello di Boromir. Faramir ritrova inoltre il corno di Boromir e lo riporta al padre Denethor, reggente di Gondor, a testimonianza della caduta in battaglia del fratello.